# Mobile-Document-Output-System
Ein Mobile-Document-Output-System (MDOS oder MDO-System) – auch Dokumentausgabesystem für Mobilgeräte genannt – ist ein System, das digitale Dokumente serverseitig aufbereitet, um dieses auf Mobilgeräten les- oder verarbeitbar zur Verfügung zu stellen. Neben der Ausgabe eines Dokuments auf den Mobilgeräten selbst, z. B. zur Darstellung oder auch Bearbeitung, ermöglichen Mobile-Document-Output-Systeme auch die Weiterleitung der Ausgabedaten an ein über eine Schnittstelle angebundenes Ausgabegerät wie z. B. Drucker, Projektoren oder mobile Computer. Hauptaufgaben eines Mobile-Document-Output-Systems sind dabei zum einen das Generieren eines Formats, das auf Mobilgeräten (oder daran angebundenen Ausgabegeräten) direkt oder durch eine lokal vorgehaltene Applikation interpretierbar ist, und zum anderen die Ausgabedaten in ihrer Größe für die drahtlose Übertragung auf Mobilgeräte zu optimieren.

## Struktur und Prozesse
Mobile-Document-Output-Systeme bestehen aus lokal und/oder serverseitig betriebenen Softwarekomponenten. Oft handelt es sich um Systeme, die in eine bestehende Client-Server-Umgebung eingebunden werden, aber es sind auch rein lokale, nur durch Anwendungen und Endgeräte-Plattform beeinflusste und direkt auf einem Mobilgerät ausgeführte Mobile-Document-Output-Systeme verfügbar.
Werden die mobilen Dienste eines Mobile-Document-Output-Systems durch einen Server bereitgestellt, kann sich dieser sowohl innerhalb eines Unternehmensnetzwerks befinden als auch durch einen Dritten gehostet werden.
Die Hauptaufgabe von Mobile-Document-Output-Systemen liegt darin, nicht für die Ausgabe auf einem Mobilgerät optimierte Dokumente in einem entsprechenden Format und in einer für die ggf. notwendige Übertragung (bei Client-Server-Architekturen) zum Mobilgerät angemessenen Datengröße zu erzeugen und ggf. zu übertragen, sowie darzustellen bzw. an ein Ausgabegerät zu übergeben.
Dokumente sind in diesem Zusammenhang zum einen E-Mail-Nachrichten und E-Mail-Anhänge, die über POP3, IMAP oder Push-Mail-Mechanismen auf ein Mobilgerät übertragen bzw. heruntergeladen wurden, als auch lokal oder serverseitig erzeugte bzw. vorgehaltene Dokumente jeder Art (Bild- und Textdateien, oder andere, mittels z. B. Office- oder CAD-Anwendungen erstellte Dokumente) – jeweils in Abhängigkeit von dem von einem Mobile-Document-Output-System unterstützten Dokumenttypen.
Mobile-Document-Output-Systeme haben zum Ziel, Dokumente in entsprechender, zeitnah nutzbarer Form mobil zur Verfügung zu stellen. Mobile-Document-Output-Systeme müssen daher Dokumente in einer Form ausgeben, die von Mobilgeräten direkt oder angebundenen Ausgabegeräten interpretierbar ist – ggf. handelt es sich dabei um proprietäre Formate, die durch eine entsprechende Software auf dem Mobilgerät oder dem Ausgabegerät interpretiert werden können. Neben dem Mobilgerät selbst können mögliche Ausgabegeräte z. B. Drucker, Faxgeräte oder Projektoren sowie andere mobile Computer sein.
Angestoßen wird die Dokumentenausgabe über ein Mobile-Document-Output-System in der Regel durch eine Benutzeraktion, die dann entweder einen serverseitigen Prozess auslöst, oder eine entsprechende lokal auf dem Mobilgerät vorgehaltene Komponente anspricht, die die Dokumentenausgabe initiiert und ggf. direkt durchführt, falls keine weitere zur Interpretation der Ausgabedaten notwendige Komponente (Software oder Ausgabegerät) beteiligt ist.
Die verschiedenen Mobile-Document-Output-Systeme unterscheiden sich in der Art der Dokumentenausgabe und den unterstützten Dokumenttypen sowie in der Unterstützung unterschiedlicher Ausgabegeräte. Eine weitere Unterscheidung findet sich in der Struktur des jeweiligen Mobile-Document-Output-Systems, die entweder nur eine entsprechende Anwendung lokal auf dem Endgerät voraussetzt um die Ausgabedaten zu empfangen und vorzuhalten, bzw. weiterzugeben, oder einen Server mit entsprechenden Softwarekomponenten benutzt. Mittels Internettechnologie ist es auch möglich, die Dokumentenausgabe über einen auf dem Mobilgerät verfügbaren Webbrowser zu steuern, über den auf ein Mobile-Document-Output-System zugegriffen wird und der die Ausgabedaten darstellt.

## Anwendungsgebiete
Innerhalb des Mobile-Business spielen Mobile-Document-Output-Systeme eine immer größere Rolle, da die Ausgabemöglichkeit auf Mobilgeräten nach wie vor mangels für Mobilgeräte verfügbarer Anwendungen, aber auch aufgrund von Übertragungsraten und Kommunikationsmechanismen begrenzt ist. Oftmals sind die begrenzten Darstellungsmöglichkeiten auf Mobilgeräten der Hauptgrund für den Einsatz von Mobile-Document-Output-Systemen, aber auch der allgemeine Bedarf an anderen Ausgabearten als der rein digitalen auf einem, in den Darstellungsmöglichkeiten beschränkten, Mobilgerät sind Auslöser für den Einsatz von Mobile-Document-Output-Systemen.
Mobile-Document-Output-Systeme können im Zusammenhang mit anderen, mobil verfügbaren Lösungen wie z. B. ERP- und CRM-Systeme (auch E-CRM), aber auch für Anwendungen in Bereichen wie Sales Force Automation oder Supply-Chain-Management eine wichtige Rolle spielen.
Die Einsatzgebiete für Mobile-Document-Output-Systeme sind weiterhin abhängig von den jeweiligen Ausgabemöglichkeiten, die ein System bietet. Die mobile Dokumentenausgabe findet oft Anwendung im Management aller Branchen und Industrien, in den Bereichen Servicetechnik und Administration, Bauwesen und Konstruktion, aber auch im Speditionswesen und bei Logistikdienstleistern – also überall dort, wo eine örtlich unabhängige Dokumentenausgabe relevant ist.